# Borūjerd
Borūjerd (farsi بروجرد) è il capoluogo dello shahrestān di Borujerd, circoscrizione Centrale, nella provincia del Lorestan. Aveva, nel 2006, una popolazione di 227 547 abitanti. Qui sono nati il regista teatrale ed attore Mostafa Abdollahi ed il compositore e direttore d'orchestra Loris Tjeknavorian.